# Los nueve de Little Rock

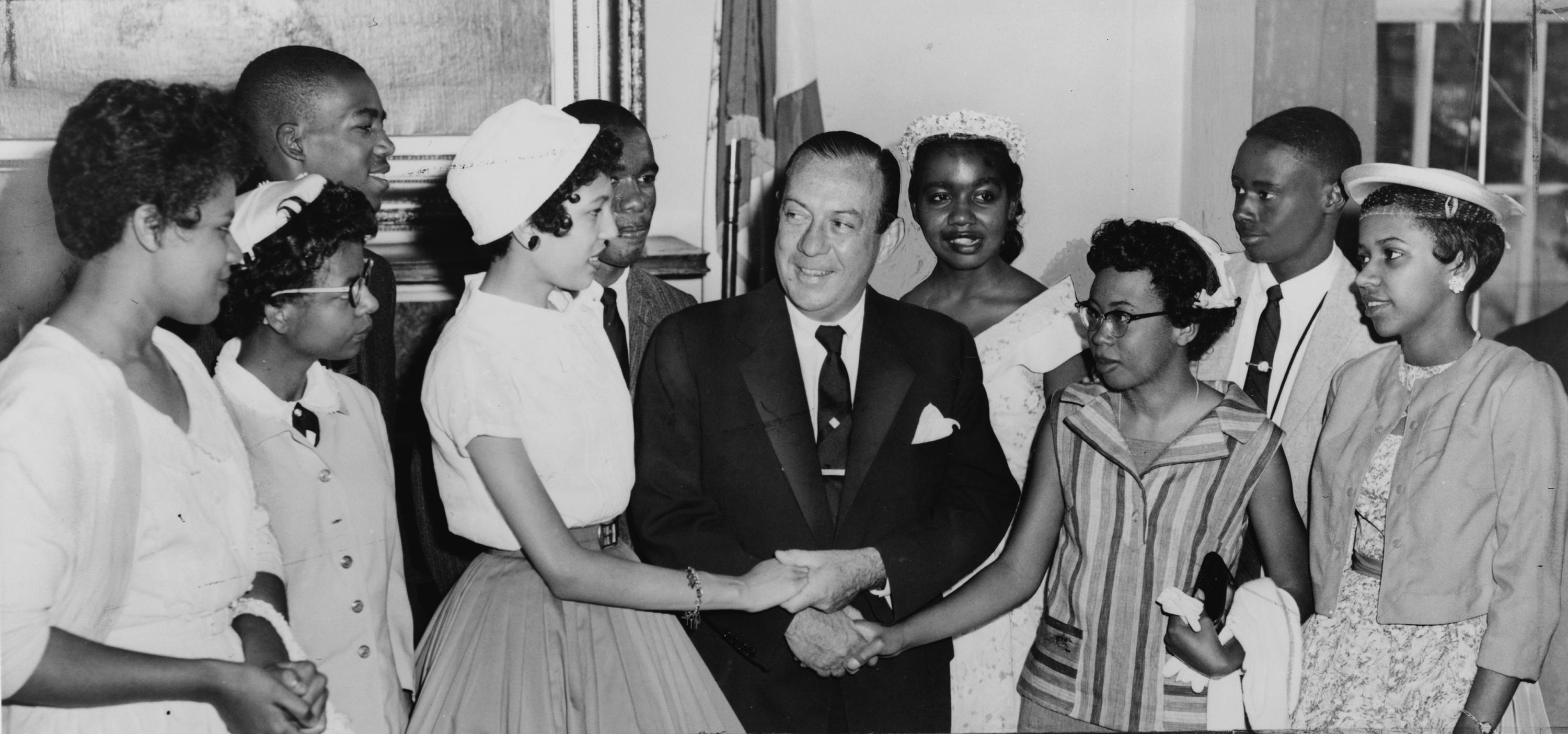
El alcalde de la ciudad de Nueva York, Robert Wagner, saluda a los adolescentes que integraron la Escuela Secundaria Central, Little Rock, Arkansas.

Los nueve de Little Rock (Little Rock Nine en inglés) fue un grupo de estudiantes afroamericanos que el 4 de septiembre de 1957 fueron a clase al Little Rock Central High School en Little Rock (Arkansas) Estados Unidos siendo detenidos por la Guardia Nacional. Este episodio es considerado como uno de los eventos más importantes del Movimiento por los derechos civiles en Estados Unidos. El Sur de Estados Unidos era una región segregada entre un sistema educativo para los blancos y otro para los afroamericanos fundamentado en las leyes de Jim Crow. En 1954, la Corte Suprema de los Estados Unidos (Brown vs. Board of Education) declaró unánimemente que la segregación en las escuelas públicas era inconstitucional.
La crisis de Little Rock, seguida de cerca por la prensa, mostró a los nueve estudiantes negros que decidieron asistir a clases y se les impidió inicialmente entrar en la escuela por orden del gobernador de Arkansas, Orval Faubus. Posteriormente fueron seguidos por multitudes bajo amenazas de linchamiento. Finalmente pudieron asistir después de la intervención del presidente Eisenhower, quien envió a la 101.ª División Aerotransportada, poniendo a la Guardia Militar de Arkansas bajo el mando militar federal.